# Łabuchy
Abuchy [waˈbuxɨ] (tiếng Đức: Labuch) là một ngôi làng thuộc khu hành chính của Gmina Biskupiec, thuộc huyện Olsztyński, Warmińsko-Mazurskie, ở miền bắc Ba Lan. Nó nằm khoảng 8 kilômét (5 mi) phía bắc Biskupiec và 35 km (22 mi) về phía đông bắc của thủ đô khu vực Olsztyn.
Trước năm 1772, khu vực này là một phần của Vương quốc Ba Lan, 1772-1945 Phổ và Đức (Đông Phổ).